# Reduto do Porto
O Reduto do Porto localizava-se provavelmente na vila de São José de Riba-Mar, atual cidade de Fortaleza, no litoral do estado brasileiro do Ceará.

## História
Este reduto é citado por BARRETTO (1958), que informa tratar-se de uma fortificação artilhada com duas peças (op. cit., p. 97). Entretanto, pode estar sendo confundido com o Reduto da Prainha, na barra Sul do porto de Fortaleza (SOUZA, 1885:74).